# Zaglađeni receptori
Zaglađeni (engl. Smoothened) je protein-spregnuti receptor kodiran  genom hedgehog signalnim putem koji je konzerviran od muva do ljudi. On je molekulska meta teratogenih ciklopamina.
Ćelijska lokalizacija je esencijalna za funkciju ovog receptora. Stimulacija PTCH1 receptora soničnim hedgehog ligandom dovodi do SMO translokacije u primarni cilium. SMO koji je mutiran u domenu neophodnom za cilijarnu lokalizaciju ne može da doprinese aktivaciji puta. Za SMO je bilo pokazano da vezuje kinezin motorni protein Costal-2 i da učestvuje u Ci lokalizaciji (Cubitus interruptus - kompleks transkripcionog faktora).

## Dodatna literatura
- Chen Y, Struhl G (1996). „Dual roles for patched in sequestering and transducing Hedgehog.”. Cell. 87 (3): 553—63. PMID 8898207. doi:10.1016/S0092-8674(00)81374-4.
- Stone, DM; Hynes M; Armanini M;  . (1996). „The tumour-suppressor gene patched encodes a candidate receptor for Sonic hedgehog.”. Nature. 384 (6605): 129—34. PMID 8906787. doi:10.1038/384129a0.
- Xie J; Murone M; Luoh, SM;  . (1998). „Activating Smoothened mutations in sporadic basal-cell carcinoma.”. Nature. 391 (6662): 90—2. PMID 9422511. doi:10.1038/34201.
- Reifenberger J; Wolter M; Weber, RG;  . (1998). „Missense mutations in SMOH in sporadic basal cell carcinomas of the skin and primitive neuroectodermal tumors of the central nervous system.”. Cancer Res. 58 (9): 1798—803. PMID 9581815.
- Sublett JE, Entrekin RE, Look AT, Reardon DA (1999). „Chromosomal localization of the human smoothened gene (SMOH) to 7q32. 3 by fluorescence in situ hybridization and radiation hybrid mapping.”. Genomics. 50 (1): 112—4. PMID 9628830. doi:10.1006/geno.1998.5227.
- McGarvey, TW; Maruta Y; Tomaszewski, JE;  . (1998). „PTCH gene mutations in invasive transitional cell carcinoma of the bladder.”. Oncogene. 17 (9): 1167—72. PMID 9764827. doi:10.1038/sj.onc.1202045.
- Chidambaram A, Gerrard B, Hanson M, Dean M (1998). „Chromosomal localization of the human and murine orthologues of the Drosophila smoothened gene.”. Genomics. 53 (3): 416—7. PMID 9799615. doi:10.1006/geno.1998.5531.
- Carpenter D; Stone, DM; Brush J;  . (1998). „Characterization of two patched receptors for the vertebrate hedgehog protein family.”. Proc. Natl. Acad. Sci. U.S.A. 95 (23): 13630—4. PMC 24870 . PMID 9811851. doi:10.1073/pnas.95.23.13630.
- Detmer K; Walker, AN; Jenkins, TM;  . (2000). „Erythroid differentiation in vitro is blocked by cyclopamine, an inhibitor of hedgehog signaling.”. Blood Cells Mol. Dis. 26 (4): 360—72. PMID 11042037. doi:10.1006/bcmd.2000.0318.
- Long F; Zhang, XM; Karp S;  . (2002). „Genetic manipulation of hedgehog signaling in the endochondral skeleton reveals a direct role in the regulation of chondrocyte proliferation.”. Development. 128 (24): 5099—108. PMID 11748145.
- Incardona JP, Gruenberg J, Roelink H (2002). „Sonic hedgehog induces the segregation of patched and smoothened in endosomes.”. Curr. Biol. 12 (12): 983—95. PMID 12123571. doi:10.1016/S0960-9822(02)00895-3.
- Lowrey, JA; Stewart, GA; Lindey S;  . (2002). „Sonic hedgehog promotes cell cycle progression in activated peripheral CD4(+) T lymphocytes.”. J. Immunol. 169 (4): 1869—75. PMID 12165511.
- Taipale J, Cooper MK, Maiti T, Beachy PA (2002). „Patched acts catalytically to suppress the activity of Smoothened.”. Nature. 418 (6900): 892—7. PMID 12192414. doi:10.1038/nature00989.
- Katayam M; Yoshida K; Ishimori H;  . (2003). „Patched and smoothened mRNA expression in human astrocytic tumors inversely correlates with histological malignancy.”. J. Neurooncol. 59 (2): 107—15. PMID 12241103. doi:10.1023/A:1019660421216.
- Strausberg, RL; Feingold, EA; Grouse, LH;  . (2003). „Generation and initial analysis of more than 15,000 full-length human and mouse cDNA sequences.”. Proc. Natl. Acad. Sci. U.S.A. 99 (26): 16899—903. PMC 139241 . PMID 12477932. doi:10.1073/pnas.242603899.
- Couvé-Privat S; Bouadjar B; Avril, MF;  . (2003). „Significantly high levels of ultraviolet-specific mutations in the smoothened gene in basal cell carcinomas from DNA repair-deficient xeroderma pigmentosum patients.”. Cancer Res. 62 (24): 7186—9. PMID 12499255.
- Scherer, SW; Cheung J; MacDonald, JR;  . (2003). „Human chromosome 7: DNA sequence and biology.”. Science. 300 (5620): 767—72. PMC 2882961 . PMID 12690205. doi:10.1126/science.1083423.
- Grachtchouk V; Grachtchouk M; Lowe L;  . (2003). „The magnitude of hedgehog signaling activity defines skin tumor phenotype.”. EMBO J. 22 (11): 2741—51. PMC 156767 . PMID 12773389. doi:10.1093/emboj/cdg271.
- Gerhard, DS; Wagner L; Feingold, EA;  . (2004). „The status, quality, and expansion of the NIH full-length cDNA project: the Mammalian Gene Collection (MGC).”. Genome Res. 14 (10B): 2121—7. PMC 528928 . PMID 15489334. doi:10.1101/gr.2596504.
- Chen W; Ren, XR; Nelson, CD;  . (2005). „Activity-dependent internalization of smoothened mediated by beta-arrestin 2 and GRK2.”. Science. 306 (5705): 2257—60. PMID 15618519. doi:10.1126/science.1104135.
- „Frizzled Receptors: SMO”. IUPHAR Database of Receptors and Ion Channels. International Union of Basic and Clinical Pharmacology. Архивирано из оригинала 25. 02. 2015. г.

## Spoljašnje veze
- SMO+protein,+human на 